# 伊藤亮太郎
伊藤 亮太郎（いとう りょうたろう、1973年〈昭和47年〉5月21日 - ）は、千葉県出身の、日本のヴァイオリン奏者。

## 人物・来歴
小学生の頃から各種コンクールに参加し、桐朋女子高等学校音楽科（共学）、桐朋学園大学に進む。
1992年（平成4年）から1年間、ロンドンに留学した後、同大学ソリスト・ディプロマコースを修了した。
ヴァイオリンを、江藤俊哉、ジェルジ・パウク、堀正文、澤和樹に師事した。
1997年（平成9年）、弦楽四重奏団「ARCO」（第1ヴァイオリン・伊藤亮太郎、第2ヴァイオリン・双紙正哉、ヴィオラ・柳瀬省太、チェロ・古川展生）を結成した。
1999年（平成11年）に、大阪室内楽コンクールで第3位に入賞、2000年（平成12年）9月に「アンダンテ・カンタービレ」を、2002年（平成14年）3月に「ハイドン・皇帝」をリリースした。
2002年（平成14年）、第1回千葉市芸術文化新人賞受賞。
2005年（平成17年）から2015年（平成27年）まで、札幌交響楽団のコンサートマスターを務める。
2015年（平成27年）から2024年（令和6年）までNHK交響楽団コンサートマスターを務める。

## コンクール歴
- 1985年 第39回全日本学生音楽コンクール全国大会小学生の部で第1位
- 1987年 ユーディ・メニューイン国際コンクールで第4位
- 1989年 第58回日本音楽コンクールで第1位[6]、黒柳賞、レウカディア賞
- 1992年
  - 日本国際音楽コンクールで第4位
  - 第1回フォーバルスカラシップ・ストラディヴァリウス・コンクールで優勝[7]（ストラディヴァリウスのレインヴィルを貸与される）
- 1993年
  - マリア・カナルス・バルセロナ国際音楽演奏コンクールで第2位
  - ティボール・ヴァルガ国際ヴァイオリン・コンクールで第3位、スイス放送音楽賞
- 1994年
  - チャイコフスキー国際コンクールでディプロマ賞[2]
  - 第15回霧島国際音楽祭賞[8]